# Cakranegara Utara
Cakranegara Utara is een bestuurslaag in het regentschap Mataram van de provincie West-Nusa Tenggara, Indonesië. Cakranegara Utara telt 5631 inwoners (volkstelling 2010).